# Der Tausch (2017)
Der Tausch (Originaltitel: The Trade) ist ein US-amerikanisch-japanischer Dokumentarfilm mit fantastischen Elementen von Matthew T. Burns aus dem Jahr 2017. Er handelt von seiner Wrestlingkarriere unter dem Pseudonym „Nick Mondo“.

## Handlung
Der Film erzählt die Geschichte des Regisseurs als Wrestler Nick Mondo, der sich insbesondere in der Hardcore-Wrestling-Promotion Combat Zone Wrestling einen Namen als extremer Wrestler machte. Einige seiner gefährlichen und durchaus auch lebensbedrohlichen Stunts sind in der Dokumentation zu sehen. So fällt er in einigen Einstellungen mehrere Meter durch Tische, die mit Stacheldraht und Leuchtröhren drapiert sind, wird mit einem Rasentrimmer angegriffen und mit Stacheldraht gewürgt.
Der Film beginnt mit Nick Mondos Einflüssen, die er auf den Wrestler Matthew Prince, besser bekannt als „Wifebeater“, zurückführt, der einige von Nick Mondos gefährlichen Aktionen vorwegnahm. Anschließend werden Filme aus seiner Kindheit und Jugend gezeigt, die ihn und seine Freunde bei waghalsigen Stunts zeigen, die an die Fernsehserie Jackass erinnern. Zudem sind die Freunde beim Backyard-Wrestling zu sehen.
Es folgt ein Match mit Wifebeater, bei dem sich die beiden in einem Ring aus Leuchtröhren treffen. Das sehr blutige Match endet mit dem Sieg von Nick Mondo, der von da an Star der Promotion wird und zahlreiche Nachahmer nach sich zieht. Darunter Rory Gulak, der ihm nach seinem Karriereende als „Little Mondo“ nacheifert.
Anschließend befindet sich Nick Mondo in Japan, wo er Abstand zu seiner Kunstfigur sucht. In der Großstadt verliert sich seine Identität und er erzählt von der Einsamkeit, die er dort fühlt. Aber auch der Notwendigkeit seine destruktive Seite zu unterstützen. Doch so ganz kann er nicht vor seiner Vergangenheit davonlaufen. Auch dort erhält er Videos von Little Mondo. Um diesen zu erlösen, trifft er einen folgenschweren Entschluss.
Er gräbt sein Alter Ego wieder aus und begießt es mit Blut. So erweckt er sich wieder zu Leben. Bei dem Pay-Per-View Cage of Death XV am 14. Dezember 2013 kehrt er in den Ring zurück. Er kann das Match für sich entscheiden, als er Matt Tremont vom Käfig stieß. So „rettete“ er Little Mondo, der daraufhin seine Karriere beendete.
Am Schluss sieht man Nick Mondo ertrunken an der Küste liegen.

## Hintergrund
Tatsächlich stimmen einige der in der Dokumentation dargestellte Fakten nicht. So ist „Little Mondo“ auch weiterhin als Wrestler aktiv, verzichtet jedoch auf Deathmatches. Zum Zeitpunkt des Eingreifens von Mondo wrestlete er auch nicht als Little Mondo, sondern als „Lucky 13“. Auch versteckte sich Nick Mondo nicht in Japan, sondern absolvierte dort sein Kunststudium. So mischen sich in dieser Dokumentation Fakten, gespielte Passagen und fantastische Elemente, wie die „Erweckung“ des Charakters.
Der Film wurde in den Vereinigten Staaten am 17. Oktober 2017 veröffentlicht. Die unbearbeitete Originalversion wurde später bei Amazon Prime Video unter dem Titel Der Tausch veröffentlicht.

## Kritiken
Alexander Bedranowsky, als Thumbtack Jack selbst in der Wrestling-Szene aktiv, bezeichnete den Film in seiner Rezension für Spotfight als „unvergleichbare[n] Wrestling-Film“. Er fasziniere „auf bedrückende Weise mit der erfolgreichen Visualisierung eines tragischen inneren Kampfes. Ein absolutes Must-See für jeden Wrestling-Fan – vor allem für diejenigen, die Hardcore und Death Match Wrestling abschreckend finden.“